# فرانتی
فرانتی (انگلیسی: Ferranti) شرکت الکترونیک بریتانیایی بود، که در سال ۱۸۸۵ تأسیس و در سال ۱۹۹۳ منحل شد.